# Aide sociale à l'enfance
Pour les articles homonymes, voir ASE.
L'aide sociale à l'enfance (de sigle ASE) est, en France, une politique sociale menée dans le cadre de l'action sociale, définie par l'article L.221-1 du code de l'action sociale et des familles. Ce terme désigne aussi le service proprement dit qui, dans un département donné, met en place cette politique.
Certains établissements, comme les clubs de prévention spécialisée, bien qu'en général gérés par des associations, peuvent être investis d'une mission de service public de type « ASE ».
La définition des missions de l'ASE (dont la prévention spécialisée) est complétée par la loi du 5 mars 2007 réformant la protection de l'enfance.

## Histoire
Avant la Révolution française, la prise en charge des enfants hors du cadre familial n'est pas définie clairement. Leur assistance est laissée au pouvoir seigneurial, aux communautés religieuses voire aux communautés d'habitants. Lors de la Révolution française, le décret-loi du 28 juin 1793 laïcise et met à la charge des départements le secours aux enfants assistés puis, dès leur création en 1800, les préfectures organisent la gestion administrative. Le décret impérial du 19 janvier 1811 crée un service des enfants abandonnés et trouvés dans chaque département. Un hospice par département doit pouvoir les accueillir au moyen d’un « tour ». 
En 1849, est créée l'administration de l'Assistance publique, service de l’État déconcentré dans chaque département. Les enfants assistés prennent le nom de "pupilles de l’Assistance publique". Accueillant jusque-là principalement des enfants abandonnés, de nouvelles catégories d’enfants sont progressivement recueillies au titre de la protection de l’enfance. La loi du 24 juillet 1889 sur la protection des enfants maltraités ou moralement abandonnés permet par ailleurs à la justice de prononcer « la déchéance de la puissance paternelle ». À la fin du siècle, les pupilles de l’Assistance publique relèvent principalement de trois institutions :
- la Direction de l’Assistance et de l’Hygiène publiques au ministère de l’Intérieur, instituée en 1886 et dirigée par Henri Monod de 1887 à 1905, puis par Alexandre Mirman et Gustave Mesureur ;
- le Conseil supérieur de l’Assistance publique, créé en 1888, laboratoire où s’élaborent les lois sociales de la Troisième République ;
- le corps de l’inspection des enfants assistés, qui surveille les hospices des enfants trouvés, les inspecteurs étant chargés de visiter le service dans chaque département et de remettre au ministre de l’Intérieur un rapport annuel sur leur fonctionnement[1].

La loi du 27 juin 1904 sur le service des enfants assistés crée les services départementaux d’aide à l’enfance. La tutelle des pupilles de la commission administrative des hospices est confiée au Préfet. 
En 1956, l’Assistance publique devient l’Aide sociale à l’enfance (ASE). Ce service est confié à l’État par le biais de la direction des affaires sanitaires et sociales (DDASS). La loi de décentralisation de 1983 confie ce service aux départements.
À Paris, la gestion des enfants assistés est assurée par l’Administration générale de l’Assistance publique (aujourd’hui AP-HP) jusqu’en 1961. C'est ensuite la préfecture de la Seine qui assure l'aide sociale à l'enfance jusqu'aux lois de décentralisation.

## Définition
L'aide sociale à l'enfance est, depuis les Lois de décentralisation de 1983, un service du département, placé sous l'autorité du président du Conseil départemental et dont la mission essentielle est de venir en aide aux enfants et à leur famille par des actions de prévention individuelle ou collective, de protection et de lutte contre la maltraitance.
Lorsqu'un mineur est placé hors de sa famille, l'aide sociale à l'enfance est chargée de répondre à l'ensemble de ses besoins. Il est alors accueilli soit dans une famille d'accueil agréée soit dans un établissement d'enfants à caractère social.
Pour accomplir ses fonctions, ce service est doté de personnel administratif, de travailleurs sociaux et de psychologues.

## Missions
Ses missions sont précisément définies par l'article L 221-1 du code de l'action sociale et des familles :
- apporter un soutien matériel, éducatif et psychologique aux mineurs, à leur famille, aux mineurs émancipés et aux majeurs âgés de moins de 21 ans confrontés à des difficultés sociales susceptibles de compromettre gravement leur équilibre
- organiser, dans les lieux où se manifestent des risques d'inadaptation sociale, des actions collectives visant à prévenir la marginalisation et à faciliter l'insertion ou la promotion sociale des jeunes et des familles, notamment des actions dites de prévention spécialisée auprès des jeunes et des familles en difficulté ou en rupture avec leur milieu ;
- mener en urgence des actions de protection en faveur des mineurs en difficulté ;
- pourvoir à l'ensemble des besoins des mineurs confiés au service et veiller à leur orientation, en collaboration avec leur famille ou leur représentant légal ;
- mener, à l'occasion de l'ensemble de ces interventions, des actions de prévention des mauvais traitements à l'égard des mineurs et organiser le recueil des informations relatives aux mineurs maltraités et participer à la protection de ceux-ci.

Le service de l'aide sociale à l'enfance propose ainsi des interventions adaptées à chaque situation. Le soutien apporté peut prendre la forme d'aide financière (allocation mensuelle), d'intervention à domicile de TISF (technicien de l'intervention sociale et familiale) et/ou de service d'action éducative.
Les services d'aide sociale à l'enfance mènent également des missions de Prévention spécialisée, qui est une forme d’intervention sociale placée sous la responsabilité du Conseil général depuis la loi de décentralisation du 6 janvier 1986.

## Textes de références légales définissant l'ASE
- Code de l'action sociale et des familles Articles L121-2, L123-1, L221-1, L222-5 et L226-1 à L226-13
- Code civil, article 375
- Loi no 89-487 du 10 juillet 1989[4]
- Loi no 86-17 du 6 janvier 1986[5]
- Loi no 2002-2 du 2 janvier 2002 rénovant l'action sociale et médico-sociale Articles 75 et 82[6]
- Loi no 2007-293 du 5 mars 2007[7]
- Loi no 2016-297 du 14 mars 2016
- Loi no 2022-140 du 7 février 2022[8] dite « loi Taquet » passant notamment l'âge de l'accompagnement de 18 ans à 21 ans[9]

## Mesures de placement et suivi
Dans sa mission de protection de l'enfance en danger, l'ASE signale au Procureur de la République ou au Juge des enfants les cas d'urgence dont il a connaissance et participe au recueil d'informations dites préoccupantes concernant des enfants dans leur famille et laissant supposer maltraitance ou délaissement. Inversement, le procureur de la République informe les services de l'ASE des mesures urgentes qu'il a prises. Les enfants sont placés soit en établissements collectifs, les foyers d'enfants qui sont des organismes publics ou des associations, soit chez un assistant familial, c'est-à-dire en famille d'accueil.
Un dispositif dit « Elap » (acronyme de Étude longitudinale sur l’accès à l’autonomie des jeunes placés permet un suivi à long terme des jeunes placés,,
L'aide sociale à l'enfance a beaucoup évolué dans ses rapports à la famille, passant progressivement « d’un service de protection de l’enfance, souvent contre les parents, à un service d’aide à la famille », sous la pression notamment de la presse et du consensus scientifique sur le sujet. D'année en année, le nombre de placements a augmenté (+1,5 % entre 2006 et 2016 ; +3,1 % entre 2017 et 2018 ; dans certains départements, ces chiffres explosent comme en Dordogne où en 10 ans, de 2012 à 2021 les placements ont plus que doublé (+ 124 %, passant de 732 mineurs à 1 517). Le nombre d’enfants et de jeunes accueillis a grandi (+5,7 % en 2018). Les dépenses annuelles des départements pour l’ASE se sont élevées à 8,3 milliards d’euros en 2018, 79 % de ce montant étant affecté aux placements soit une hausse de 2,4 % entre 2017 et 2018,.
Des formats plus souples de placement ont vu le jour, avec les services d'action éducative en milieu ouvert (AEMO), qui visent à soutenir et aider les parents rencontrant des difficultés éducatives ; avec, néanmoins, une augmentation des mineurs suivis par les services.
Les enfants et adolescents placés, que ce placement soit judiciaire ou administratif, doivent bénéficier des droits fondamentaux garantis par la loi no 2002-2 du 2 janvier 2002 au même titre que les personnes accueillies ou accompagnées dans toutes les autres catégories d’établissements et services sociaux et médico-sociaux (ESSMS).
D'après de nombreuses associations, notamment la Fondation Abbé-Pierre, environ 25 % des personnes sans domicile fixe sont des anciens enfants placés par l'ASE, ce chiffre monte à 36 % pour les 18-24 ans,,.
La loi du 7 février 2022 réforme en partie les mesures de placement jusqu'alors appliquées, prévoyant notamment un contrôle des antécédents judiciaires des salariés et bénévoles des structures d'accueils, la fin des placements en hôtels à partir du 1er février 2024 et un accompagnement pour les jeunes entre 18 ans et 21 ans,. Un décret paru en aout 2022 précise les missions et responsabilités des départements dans le suivi et l'accompagnement des jeunes majeurs. 
En 2024, un rapport de France Stratégie estime que les difficultés familiales des enfants accueillis à l’ASE sont encore trop souvent la cause  de « parcours scolaires souvent heurtés » dès l’école primaire, avec « des périodes de déscolarisation, surtout l’année du placement, (...) une scolarisation beaucoup plus fréquente dans l’enseignement spécialisé » (28% pour les jeunes placés, soit sept fois plus que pour l’ensemble des jeunes) et des retards dans plusieurs domaines (lecture, écriture, mathématiques, etc.).  placement, en famille d’accueil en particulier est parfois bénéfique, mais l'objectif d'une réussite scolaire devrait gagner en importance. Les enfants placés doivent encore renoncer à trop de choix.

## Dérives et abus liés aux mesures de placement
L'émission Pièces à conviction du 16 janvier 2019 dresse un bilan sévère de l'aide sociale à l'enfance :
- enfants ballotés de familles en familles « pour ne pas qu'ils s'attachent »[28],[29] ;
- emploi de personnel sans formation préalable ; encadrants répondant par la violence à la violence des enfants[30] ;
- agressions sexuelles récurrentes des grands sur les petits[31] ;
- absence de structure pour les enfants nécessitant une prise en charge pédopsychiatrique[32],[33] ;
- disparités importantes dans les sommes allouées aux structures d'accueil ; manque de suivi de l'utilisation de ces fonds[34] ;
- mineurs placés dans des chambres d'hôtel sans accompagnement[35] ;
- abandon d'enfants à la rue le jour de leurs 18 ans, sans s'assurer d'une quelconque intégration professionnelle[36] ;
- etc.

À la suite de la diffusion de l'émission sur France 2, le gouvernement a annoncé la nomination d’un secrétaire d’État chargé de la protection de l’enfance.
L'émission Zone Interdite du 19 janvier 2020 révèle d'autres manquements à la protection des enfants, notamment différents cas de prostitution de préadolescentes. Un nouveau reportage diffusé sur Zone Interdite le 16 octobre 2022 révèle que les manquements sont toujours présents notamment au niveau de l'encadrement et du suivi des jeunes placés,,.
Dans le cadre de témoignages de familles déclarant des placements de leurs enfants par l'ASE à la suite de signalements de violences ou d'inceste de l'un des parents, la Commission indépendante sur l’inceste et les violences sexuelles faites aux enfants (Ciivise) est missionnée par le Gouvernement pour proposer des pistes d'amélioration. En dehors des cas de violence, maltraitance ou abus sexuel, des placements sont décrétés pour d'autres motifs (précarité, maladie, troubles du comportement, autisme…) ,,,,,, que les familles qualifient de placements « abusifs ». Selon plusieurs professionnels du secteur de la petite enfance, 50 % des placements pourraient être évités et donner lieu à d'autres mesures,.
Des théories dénoncées comme conspirationnistes sont régulièrement mises en avant par des collectifs accusant l'ASE d'être au cœur d'un trafic d'enfant organisé. Ces accusations et théories prennent souvent racine en raison d'affaires avérées d'abus et réseaux pédophiles au sein de foyers pour mineurs à l'étranger, notamment au Royaume-Uni,,, et en Allemagne,.